# Zoltán Varga (schaker)

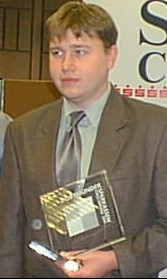
Dortmund 2001

Zoltán Varga (12 juli 1970) is een Hongaarse schaker. Hij is een grootmeester.
- Van 10 t/m 18 mei 2005 speelde hij mee in het toernooi om het kampioenschap van Hongarije en eindigde hij met 4 punten op de zevende plaats.